# 日本肌蛤
日本肌蛤（学名：Musculus japonica），是贻贝目壳菜蛤科边纲蛤属的一种。主要分布于中国大陆、台湾，常栖息在潮下带至65.7米。